# Return to Ommadawn
 (octobre 2016).
 (octobre 2016).
Albums de Mike Oldfield
Man on the Rocks
(2014)
Return to Ommadawn est le vingt-sixième album studio de Mike Oldfield, enregistré aux Bahamas entre 2015 et 2016.
Cet album instrumental, divisé en deux parties, constitue la suite directe de son troisième album Ommadawn sorti en 1975. En mai 2016, Mike Oldfield annonce la fin de l'enregistrement sur son compte officiel Facebook, et précise qu'il travaille sur le mixage 5.1 de l'album,.
Le 7 décembre 2016, il annonce la sortie de son album pour le 20 janvier 2017.
Quatre formats sont disponibles : une édition vinyle 180g, une édition limitée CD+DVD 5.1 (dans un coffret digipack incluant un livret de 12 pages), un CD simple, et la version numérique.

## Liste des pistes
- Return to Ommadawn, Pt. I (21:10)
- Return to Ommadawn, Pt. II (20:56)

## Crédits
- Les 22 instruments listés sont joués et enregistrés par Mike Oldfield[3],[4]: Steel guitar acoustique, guitare flamenco, basse, basse acoustique, guitares électriques : Fender Telecaster, Fender Stratocaster, PRS Signature, mandolines, banjo, ukulele, harpe celtique, orgue Vox Continental, orgue Hammond, orgue Farfisa, mellotron, solina, clavioline, piano, bodhrán, tambours africains, glockenspiel, flûtes irlandaises, effets vocaux dérivés de l'album original Ommadawn.